# L'Asino
L'Asino fue una revista satírica publicada en Roma entre 1892 y 1925.

## Descripción
Fundada por los caricaturistas Gabriele Galantara («Rata Langa») y Guido Podrecca («Goliardo»), su primer número apareció en 1892. La revista, que se destacó por su carácter anticlerical a partir del cambio de siglo, habría llegado a alcanzar una circulación de unos 100 000 ejemplares. Cesó en 1925.